# 연세극예술연구회
| 재학생회장 |
| 동문회장   |

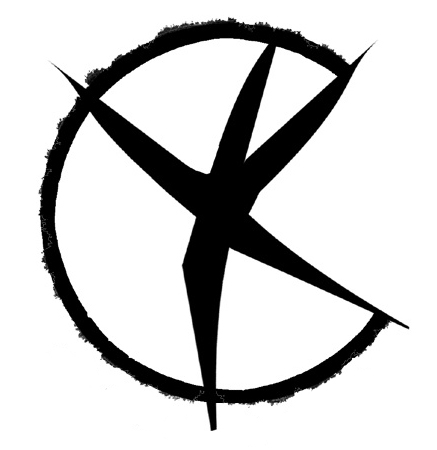
연세극예술연구회 엠블럼

연세극예술연구회(延世劇藝術硏究會, Yonsei Theatrical Art Research Club)는 연세대학교 중앙 연극 동아리이다.

## 역사
연세극예술연구회는 일제강점기인 1920년대 연희전문학교 시절부터 시작되어 1953년에 공식 발족한 연세대학교의 연극 동아리이다. 약칭으로 연희극회(延禧劇會)라고도 부른다.

## 활동
약 90년의 역사 동안 연세극예술연구회는 100여회의 정기 공연과 50여회의 소극장 공연을 통해 연극적 역량을 키우는 동시에 영어 번역극, 야외 공연, 락뮤지컬 공연 등 새로운 시도로 연세대학교뿐 아니라 대한민국 대학 연극사에 큰 획을 그었다. 1965년부터 5년마다 연세대학교의 노천극장에서 동문 재학생 합동 공연을 올리고 있으며 2번의 정기 공연과 2번의 소극장 공연을 매년 올리고 있다. 1981년에 《연세 연극사》를 발간하였다.

## 정기공연 목록
- 제 116회 정기 공연 - 아트는 던져짐 (연출 안소영 이정현 이전윤 표지인)
- 제 115회 정기 공연 - 대학스케치 (연출 조용준)
- 제 114회 정기 공연 - 피크닉 (연출 박세용)
- 제 113회 정기 공연 - 선배님들의 선배님들의 선배님들의 (연출 김하민, 기획 김수연)
- 제 112회 정기 공연 - HOWL (연출 조민광)
- 제 111회 정기 공연 (동문합동공연) - 매치메이커

## 주요 동문 회원
- 차범석
- 임택근
- 오현경
- 오태석
- 서승현
- 이영후
- 정하연
- 김종결
- 최형인
- 명계남
- 이대연
- 최희서
- 김수현
- 서수민

## 참고 문헌
- 《연세연극사》, 연세대학교 극예술연구회, 1981년.